# 明智光安
明智 光安（あけち みつやす）は、戦国時代の武将。明智光継の三男。明智光秀の叔父。

## 生涯
天文4年（1535年）、美濃国明智城主の家督を継いでいた兄・光綱が若くして亡くなると、その子・光秀がまだ幼かったため、隠居していた父・光継に光秀の後見を命じられ、後に光秀が元服した後も明智家の家政を担った。一説には光秀が家督を固辞したとも言う。天文16年（1547年）前将軍・足利義晴に謁見し、また従五位下兵庫頭となった。天文22年（1553年）入道して法名を宗寂と号する。
また斎藤道三が美濃を奪取すると道三に接近し、妹（小見の方）をその継室に出している。しかし道三は子の義龍と対立を深め、弘治2年（1556年）義龍とそれに加担する稲葉良通ら諸将に敗れて戦死した。光安は道三の外戚という立場であったために義龍と対立し、弟の光久や三宅氏・藤田氏・妻木城主の妻木氏ら諸将と共に明智城に籠城する。しかし義龍に与する揖斐光就・長井道利らに攻められ、防戦空しく光久らと共に自害した。その際に子とされる秀満を宗家嫡男の光秀に託して城を脱出させたという。

## 異説
光安を遠山景行と同一人物とする説がある。

## 系譜
- 父：明智光継（1468-1538?）
- 母：武田信豊娘 - 一説に進士光信娘
- 正室：斎藤利胤娘
- 生母不明の子女
  - 男子：明智秀満（1536?-1582）?
  - 他に二男四女

## 関連作品
- 国盗り物語（1973年、演：久米明）
- 国盗り物語（2005年、演：三上市朗）
- 麒麟がくる（2020年、演：西村まさ彦）